# Antwerp Challenger
Il Antwerp Challenger è stato un torneo professionistico di tennis giocato su campi in terra rossa. Faceva parte dell'ATP Challenger Series. Si giocava annualmente a Anversa in Belgio.

## Albo d'oro

### Singolare
| Anno       | Campione            | Finalista        | Punteggio     |
| ---------- | ------------------- | ---------------- | ------------- |
| 2001       | Dick Norman         | Peter Wessels    | 5–3 rit.      |
| 2000- 1993 | Non disputato       | Non disputato    | Non disputato |
| 1992       | Marc-Kevin Goellner | Massimo Ardinghi | 4–6, 6–3, 7–5 |

### Doppio
| Anno       | Campioni                    | Finalisti                           | Punteggio           |
| ---------- | --------------------------- | ----------------------------------- | ------------------- |
| 2001       | Juan Giner Jerry Turek      | Edwin Kempes Dennis van Scheppingen | 6(4)–7, 7–6(2), 6–3 |
| 2000- 1993 | Non disputato               | Non disputato                       | Non disputato       |
| 1992       | Michael Brown Roger Rasheed | Kris Goossens Mikael Pernfors       | 6–2, 6–4            |